# Evelyn Abbott
Evelyn Abbott (el 10 de marzo de 1843 – el 3 de septiembre de 1901) fue un erudito clásico inglés, nacido en Epperstone, Nottinghamshire. Asistió a Balliol College, Oxford, donde sobresalió en los campos de la académica y el deporte, ganando el Premio de Gaisford para el verso griego en 1864, aunque después de una caída en 1866 sus piernas resultaron paralizadas. A pesar de su impedimento físico se graduó y fue nombrado profesor de Balliol en 1874. Su obra más conocida es su Historia de Grecia en tres volúmenes (1888–1900), donde presenta una vista escéptica de la Ilíada y la Odisea. Sus otras obras incluyen Elementos de accidentes griegos (1874), y traducciones de varios libros alemanes sobre la historia antigua, el lenguaje y la filosofía. Murió en Knotsford Lodge, Great Malvern, en 1901, y fue enterrado en el Cementerio Redlands, cerca de Cardiff.

## Publicaciones
- Elements of Greek Accidence (1874)
- Antigone (1874)
- History of Greece 3 vols. (1888-1900)
- Pericles and the Golden Age of Athens (1891)
- The Life and Letters of Benjamin Jowett, M.A., Master of Balliol College, Oxford (1897)
- A Skeleton Outline of Greek History (1910) at Internet Archive
- A Collection Of Essays On Greek Poetry, Philosophy, History And Religion
- Easy Greek Reader
- Fifth Greek Reader